# Ексер
Ексер је спојно средство које служи за механичко повезивање два материјала. Изгледом личи на шипку, ваљак или осовину која на једној страни има зашиљени део а на другој проширење ради лакшег укуцавања.
Користе их столари, тесари, обућари, тапетари, стаклоресци и многи други.
У материјале се утискује укуцавањем, најчешће користећи чекић, мада постоје и други алати који обављају исту намену али су електрични, пнеуматски и сл. Пожељно је користити рукавице као заштитно средство од повреда.
Ексери се најчешће праве од мекшег гвожђа, поступком машинског ковања. Гвоздени ексери се производе тзв. масовном производњом па им је цена углавном ниска. Најчешће се укуцавају у дрво, али могу и у зид и друге материјале. Дужина им је од 1 cm до 20 cm а пречник од 1 до 6-7 mm. Ексери могу бити, по потреби, пресвучени неким нерђајућим материјалом јер их у агресивним околинама напада корозија.
Ексери могу бити од и дрвета. Дрвене ексере користе обућари и они се укуцавају у кожу тј. у обућу.
Свака струка користи ексере према својим потребама. Обућарски дрвени ексери немају главу, тапетарски (рајснадла) су кратки али са великом главом, столарски за ламперију су посебно танки и сл. Постоје ексери за дрво, зид, бетон.

## Историја
Историја ексера је подељена у три различита периода:
- Ручно ковани (ковани) ексер (предисторија до 19. века)
- Резани ексери (отприлике 1800-1914)
- Жичани ексери (отприлике 1860. до данас)

Од касних 1700-их до средине 1900-их, цене ексера су пале за фактор 10; од тада су цене ексера благо порасле, делимично одражавајући пораст цена материјала и померање ка специјалним ексерима.

### Ручно ковани
До око 1800. године занатлије познате као ексерџије су ручно правили ексере – обратите пажњу на презиме Нејлор. (Радници звани резачи секу гвоздене шипке на одговарајућу величину за рад на ексерима. Од касног 16. века ручни резачи нестају са успоном постројења за сечење, која су гвоздене шипке секли на шипке равног пресека, штедећи много ручног напора.)
У време Америчке револуције, Енглеска је била највећи произвођач ексера на свету. Ексери су били скупи и тешко их је било набавити у америчким колонијама, тако да су напуштене куће понекад намерно спаљиване да би се омогућило извлачење употребљених ексера из пепела. Ово је постало толики проблем у Вирџинији да је створен закон који спречава људе да пале своје куће када се преселе. Породице су често имале мале поставке за производњу ексера у својим домовима; током лошег времена и ноћу, цела породица би могла да ради на прављењу ексера за сопствене потребе и за трампу. Томас Џеферсон је у писму написао: „У нашим приватним пословима велика је предност то што се свако поштено запослење сматра часним. Ја сам и сам произвођач ексера.“ Раст трговине у америчким колонијама теоретски је био заустављен забраном нових постројења за сечење у Америци Законом о гвожђу из 1750. године, иако нема доказа да је закон заиста примењен.

### Сечење
Постројења за сечење, уведена у Енглеску 1590. године, поједноставила су производњу шипки за ексере, али прави први покушаји да се механизује сам процес прављење ексера одвили су се између 1790. и 1820. године, у почетку у Сједињеним Државама и Енглеској, када су изумљене различите машине за аутоматизацију и убрзавање процеса израде ексера од шипки кованог гвожђа. Такође у Шведској почетком 1700-их Кристофер Полхем је произвео машину за сечење ексера као део своје аутоматизоване фабрике. Ови ексери су били познати као резани ексери јер су произведени резањем гвоздених шипки; они су били познати и као квадратни ексери због њиховог приближно правоугаоног пресека.
Процес сечења ексера патентирао је у Америци Џејкоб Перкинс 1795. године, а у Енглеској Џозеф Дајер, који је поставио машине у Бирмингему. Процес је дизајниран да сече ексере од листова гвожђа, док се пазило да влакна гвожђа теку низ ексере. Индустрија Бирмингема се проширила у наредним деценијама, а свој највећи обим достигла је 1860-их, након чега је опала због конкуренције жичаних ексера, али се наставила с радом све до избијања Првог светског рата.
Сечени ексери су били један од важних фактора у порасту балонског уоквиривања почевши од 1830-их, а тиме и опадања заступљености дрвене конструкције са дрвеним спојевима. Иако се још увек користе за историјска реновирања и апликације за тешке услове рада, као што је причвршћивање дасака на зидове, резани ексери су данас много ређи од жичаних ексера.

### Жица
Од жице се формирају жичани ексери. Обично се намотаји жице провлаче кроз низ калупа да би се достигао одређени пречник, а затим се секу на кратке шипке које се затим формирају у ексере. Врх ексера се обично исеца сечивом; глава се формира преобликовањем другог краја штапа под високим притиском. Друге матрице се користе за сечење жлебова и гребена. Жичани ексери су били познати и као „француски ексери“ због своје земље порекла. Белгијски жичани ексери почели су да се такмиче на тржишту Енглеске 1863. Џозеф Хенри Нетлфолд је правио жичане ексере у Сметвику до 1875. Током наредних деценија, процес прављења ексера био је скоро потпуно аутоматизован. На крају је индустрија имала машине способне да брзо произведу огроман број јефтиних ексера са мало или без људске интервенције.
Са увођењем јефтиних жичаних ексера, употреба кованог гвожђа за израду ексера брзо је опала, као и спорија производња резаних ексера. У Сједињеним Државама је 1892. године произведено више ексера од челичне жице него резаних ексера. Године 1913, 90% произведених ексера били су жичани ексери. Ексери су од ретких и драгоцених добара постали јефтина роба масовне производње. Данас се скоро сви ексери производе од жице, али термин „жичани ексер” се почео односити на мање ексере, често доступне у ширем, прецизнијем опсегу мерача него што је типично за веће обичне и завршне ексере.

## Материјали
Ексери су се раније правили од бронзе или кованог гвожђа, а израђивали су их ковачи и ексерџије. Ове занатлије су користиле загрејану четвртасту гвоздену шипку коју су ковали пре него што су исковали странице које су формирале тачку. После загревања и одсецања, ковач је убацивао врели ексер у отвор и окивао га је. Касније су створени нови начини прављења ексера коришћењем машина за чишћење ексера пре него што се шипка помера у страну да би се формирала дршка. На пример, ексери типа А исецани су из гвоздених шипки коришћењем раних машина. Овај метод је био мало измењен све до 1820-их када су нове главе на крајевима ексера ударане путем посебне механичке машине. Током 1810-их, гвоздене шипке су превртане након сваког потеза док је сет резача био под углом. Сваки ексер је затим ошишан од конуса омогућавајући аутоматско хватање сваког ексера који је такође формирао њихове главе. Ексери типа Б су прављени на овај начин. Године 1886, 10 процената ексера који су направљени у Сједињеним Државама били су од меке челичне жице, а до 1892. ексери од челичне жице су претекли гвоздене резане ексере као главни тип ексера који су се производили. Године 1913, жичани ексери су чинили 90 посто свих ексера који су се производили.

## Величине
Већина земаља, осим Сједињених Држава, користи метрички систем за описивање величине ексера. 50 × 3.0 означава ексер дужине 50 mm (не укључујући главу) и пречника 3 mm. Дужине су заокружене на најближи милиметар.
На пример, величине ексера* које су обично доступне од немачких добављача су:
| Дужина, mm | Пречник, mm |
| ---------- | ----------- |
| 20         | 1,2         |
| 25         | 1,4         |
| 30         | 1,6         |
| 35         | 1,6         |
| 35         | 1,8         |
| 40         | 2,0         |
| 45         | 2,2         |
| 50         | 2,2         |
| 55         | 2,2         |
| 55         | 2,5         |
| 60         | 2,5         |
| 60         | 2,8         |
| 65         | 2,8         |
| 65         | 3,1         |
| 70         | 3,1         |
| 80         | 3,1         |
| 80         | 3,4         |
| 90         | 3,4         |
| 90         | 3,8         |
| 100        | 3,8         |
| 100        | 4,2         |
| 110        | 4,2         |
| 120        | 4,2         |
| 130        | 4,6         |
| 140        | 5,5         |
| 160        | 5,5         |
| 180        | 6,0         |
| 210        | 7,0         |

- Drahtstift mit Senkkopf (Stahl, DIN 1151)

### Америчке величине
У Сједињеним Државама, дужина ексера се означава његовом пени величином.
| пени величина | дужина, инчи | дужина, mm (најближи) |
| ------------- | ------------ | --------------------- |
| 2d            | 1            | 25                    |
| 3d            | 1 ⁄4         | 32                    |
| 4d            | 1 ⁄2         | 38                    |
| 5d            | 1 3⁄4        | 44                    |
| 6d            | 2            | 51                    |
| 7d            | 2 1⁄4        | 57                    |
| 8d            | 2 1⁄2        | 64                    |
| 9d            | 2 3⁄4        | 70                    |
| 10d           | 3            | 76                    |
| 12d           | 3 1⁄4        | 83                    |
| 16d           | 3 1⁄2        | 89                    |
| 20d           | 4            | 102                   |
| 30d           | 4 1⁄2        | 114                   |
| 40d           | 5            | 127                   |
| 50d           | 5 1⁄2        | 140                   |
| 60d           | 6            | 152                   |